# سیدان (بیجار)
سیدان (بیجار)، روستایی از توابع بخش مرکزی شهرستان بیجار در استان کردستان ایران است.
روستای سیدان در مسیر جاده اصلی بیجار به زنجان قرار گرفته و اولین روستا در مسیر جاده بیجار به زنجان میباشد ، موقعیت مکانی این روستا و عبور جاده اصلی از وسط آن و همچنین نزدیکی به شهر بیجار اهمیت این روستا در طول تاریخ منطقه گروس را نشان میدهد ، وجود نشانه هایی از آثار تاریخی در این روستا بیانگر قدمت دیرین آن میباشد ، قلعه قدیمی که بر بلندای تپه ای در مرکز روستا واقع شده و قدمت آن هنوز مشخص نگردیده نشانگر این موضوع میباشد که در گذشته این روستا نقطه استراتژیک و مهمی برای حاکمان آن منطقه بوده و همچنین تپه باستانی دیگری در پایین روستا واقع شده که در جریان خاکبرداریها دیوار خشتی قدیمی از زیر تپه سر برآورده وجود چنین دیواری با خشتهای بزرگ و مدفون بودن در زیر تپه قدمت باستانی این روستا را نشان میدهد که تحقیقات در این زمینه در دست بررسی میباشد ، پیشه مردمان این روستا کشاورزی و دامداری است و محصول عمده کشاورزی گندم و جو میباشد همچنین انگور نیز از تولیدات کشاورزی روستاست ارقام متنوع و مرغوب انگور در روستای سیدان کشت میشود که کیفیت آن زبانزد میباشد ، ریشه نام کنونی روستا به احتمال فراوان به دوران اسلامی ارتباط دارد چرا که در گذشته اهل سادات در این روستا زندگی میکردند و بخش زیادی از جامعه روستا را تشکیل میدادند

## جمعیت
این روستا در دهستان خورخوره قرار دارد و براساس سرشماری مرکز آمار ایران در سال ۱۳۸۵، جمعیت آن ۸۹۳ نفر (۲۲۰خانوار) بوده‌است.

## اعضای شورای اسلامی دوره ششم
1- سید امیرعلی زمانی
2- مجتبی احمد زاده
3- محرم نادری